# 프란츠 카프카 문학상

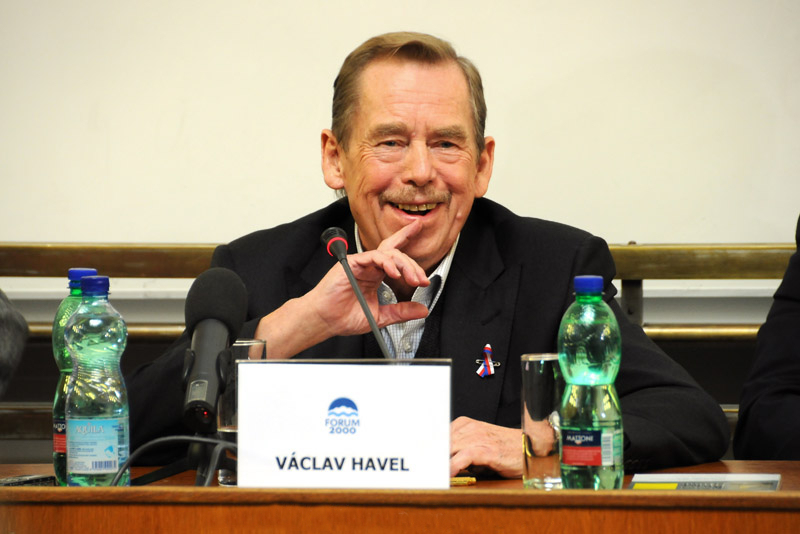

프란츠 카프카 문학상(독일어: Franz-Kafka-Literaturpreis) 또는 프란츠 카프카 상(체코어: Cena Franze Kafky)은 오스트리아-헝가리 제국과 체코슬로바키아(현재의 체코)의 유대계 독일어 작가 프란츠 카프카의 업적을 기념하기 위해 제정된 국제적인 문학상으로, 2001년부터 체코 프라하 시청과 프란츠 카프카 협회가 공동으로 후원하여 매년 작가 한 명에게 수상하기 시작하였다. 수상은 매년 10월 31일 프라하 구시가지 청사에서 진행되며 수상자는 상금으로 1만 달러, 상장, 청동 소상(小像)을 받는다. 수상자 선정 기준은 작품 활동의 "휴머니즘과 문화, 민족, 언어, 종교적 관용, 실존성과 보편성, 인간적 합당함, 우리 시대를 증언하는 힘" 등이다.

## 수상자
| 연도   | 수상자              | 국적       |
| ------ | ------------------- | ---------- |
| 2013년 | 아모스 오즈         | 이스라엘   |
| 2012년 | Daniela Hodrová     | 체코       |
| 2011년 | 존 밴빌             | 아일랜드   |
| 2010년 | 바츨라프 하벨       | 체코       |
| 2009년 | 페터 한트케         | 오스트리아 |
| 2008년 | 아르노슈트 루스티크 | 체코       |
| 2007년 | 이브 본푸아         | 프랑스     |
| 2006년 | 무라카미 하루키     | 일본       |
| 2005년 | 해럴드 핀터         | 영국       |
| 2004년 | 엘프리데 옐리네크   | 오스트리아 |
| 2003년 | 나더시 페테르       | 헝가리     |
| 2002년 | 이반 클리마         | 체코       |
| 2001년 | 필립 로스           | 미국       |